# Hurley Marine

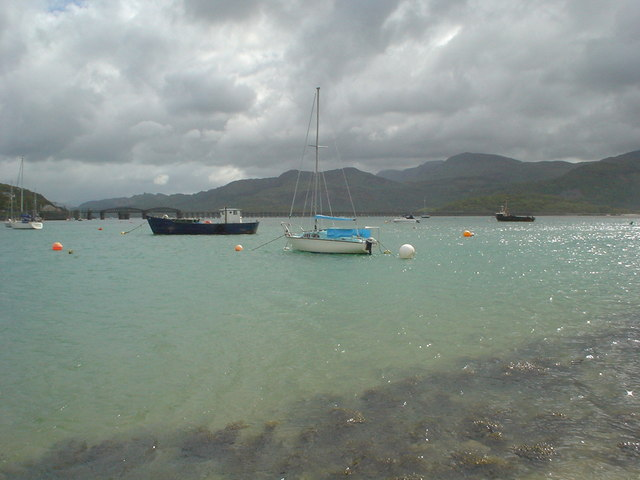
Hurley 20

Hurley Marine war ein Hersteller von Segelbooten in Plymouth, England. Diese wurde durch den britischen Unternehmer George Hurley 1946 als A.G Hurley Ltd gegründet und 1964 mit zusätzlichen Anteilseignern in die spätere Hurley Marine Ltd umbenannt.
Das bekannteste Modell war die Hurley 22, ein von Ian L. Anderson konstruiertes GFK-Boot. Sie wurde 1964 erstmals vorgestellt und etwa 1.200 mal gebaut und verkauft. Es folgten weitere Modelle, wie die Hurley 18, 20, 24, 27, 28 und 30, wobei die Zahl jeweils die Bootslänge in Fuß angibt.
Ein Vorläufermodell mit vielen Ähnlichkeiten zur Hurley 20 und Hurley 22 ist die 20 Fuß lange Hurley Felicity, die etwa 150-mal gebaut wurde und die erste Anderson-Konstruktion für Hurley darstellt.
Die 6,10 m lange und 2,16 m breite Hurley 20 wurde als Kimmkieler mit 80 cm Tiefgang und als Mittelkieler mit 100 cm Tiefgang gebaut, beide haben mit 454 kg einen recht hohen Ballastanteil in Bezug auf die Leermasse von ca. 1035 kg. Das Großsegel hat 9,30 m² Segelfläche, die Normal-Fock 7,90 m². Im Heckspiegel ist eine Wanne für einen Außenbordmotor bis zu 10 PS eingeformt. Hinter beiden Hundekojen sind Backskisten angeordnet, neben der Motorwanne gibt es einen weiteren kleinen Stauraum.
Besonders steif und seetüchtig ist auch die Hurley 18, deren relativ langer Mittelkiel bei sogar 1100 kg Leermasse ebenfalls 454 kg Ballast trägt. Das Großsegel hat 9,30 m² Segelfläche, die Fock 7,40 m². Außer der V-förmigen Doppelkoje vorn gibt es eine Hundekoje an Steuerbord. In der Backskiste an Backbord kann ein Außenbordmotor verstaut werden, bis zu 10 PS sind üblich. Das Boot ist 5,63 m lang und 1,99 m breit und hat 99 cm Tiefgang.
Die Firma Hurley Marine stellte 1974 die Produktion in Plymouth ein und verkaufte die Konstruktionen und den Markennamen an die Firma South Coast Marine. Später wurden die Rechte an die Firma Ravensail weiterverkauft.
In den späten 1980er Jahren wurde der Markenname durch eine Lizenz an die niederländische Jachtbouw Twente übertragen. Diese Werft baute eine abgewandelte Hurley 22 unter der Bezeichnung Hurley 700. Diese leichtere Hurley 700 hat eine Yardstickzahl von 116, die Hurley 22 jedoch die langsamere 127 bei einem Gewicht von etwa 1,9 Tonnen.